# Sebastian Kurtz (matematician)
Pentru un om politic omonim din secolul al XXI-lea, vezi Sebastian Kurz.
Sebastian Kurtz (n. 1 ianuarie 1576 la Winsheim – d. 28 octombrie 1659 la Nürnberg) a fost un matematician și astronom german.

## Scrieri
- Compendium Arithmeticae
- 1619: Arithmetica perfecta
- 1654: Philosophia Mathematica.

A tradus lucrarea Thesaurus geometricus, editată de Sylrandt Hunss în Olanda.